# Lo Carant del Duc
Lo Carant del Duc és un indret i partida del terme municipal de Castell de Mur, dins de l'antic terme de Mur, al Pallars Jussà, en terres del poble de Vilamolat de Mur.
Està situat a ponent del Carant del Duc, a l'esquerra de la llau del Toll, al nord-est de la Sort de Nadal i al nord-oest de la Roureda de Josep i de Vilamolat de Mur.